# Enslaved: Odyssey to the West
Enslaved: Odyssey to the West (укр. Поневолений: Одіссея на захід) — гра в жанрі Action-adventure для Xbox 360 та PlayStation 3, розроблена англійською компанією Ninja Theory. Гра вийшла 8 жовтня 2010 року в Європі. У жовтні 2013 була портована на Microsoft Windows. Enslaved — пригодницький бойовик від третьої особи. Головний герой Манкі, фахівець з силового виживання в постапокаліптичному світі, допомагає дівчині-техногуру Тріп залишитися в живих на шляху до її мети.

## Ігровий процес
У грі Enslaved: Odyssey to the West вам належить керувати героєм на ім'я Манкі (англ. Monkey), озброєним потужним посохом, який перетворює роботів в купи металу. Вам також доведеться взаємодіяти з Трипітака (англ. Tripitaka), щоб вирішити деякі ігрові головоломки: наприклад, впоратися з важелями мостів, щоб перетнути смертельно небезпечні ущелини та уникнути зустрічі з силами противника. Трипітака також допоможе вам відвернути противника, відійти за його спину та подолати за допомогою комбо.
На початку гри вам доступна тільки мала частина бойових прийомів, але збираючи механічні сфери (англ. Tech Кулі), ви можете поповнювати арсенал Манкі. За допомогу можуть виступити як різні нові прийоми, так і, наприклад, можливість підвищити максимальний запас здоров'я або використання для палиці плазмових зарядів. Всього для гравця доступні два типи зарядів: далекого бою, плазмові та оглушувачі.
Залпи плазми можуть знищити супротивника з одного-двох пострілів, а оглушувачі дозволяють вивести супротивника з ладу на відстані, роблячи його вразливим до подальших атак. Також ці заряди зможуть збити щит супротивника і навіть перекинути механічну собаку (англ. Mech dog) або робота-носорога. Якщо Трипітака потрапляє в оточення, вона починає створювати навколо себе електромагнітні розряди, надаючи вам час для атаки. Хоча у неї і немає такого розмаїття атакуючих прийомів, як у Манкі, вона може здійснювати багато інших, не менш корисних дій: наприклад, запускати бабку, оснащену камерою, і з її допомогою вистежувати ворогів та прокладати оптимальний маршрут.
Щоб успішно дістатися до фіналу, вам знадобиться використовувати всі можливості та працювати спільно, щоб повернути Трипітаку додому і розкрити таємницю поневолення всього людства.

## Сюжет
Enslaved: Odyssey to the West - це футуристична версія відомого давньокитайського роману «Подорож на Захід», написаного в 1590 році під час правління династії Мін. У новій інтерпретації знаменитої легенди від студії Ninja Theory населення Землі практично знищено в ході чергової війни. Тепер, по колись жвавих вулицях міст, важко ступаючи, пересуваються бойові роботи (англ. Mech), що виконують наказ невідомої, але ворожої людству сили.
Головний герой гри - Манкі, воїн-одинак, що виріс у джунглях, звик все життя боротися з роботами. На початку гри він опиняється в полоні у роботів і потрапляє на корабель, повний рабів. Корабель зазнає аварії, і Манкі отримує можливість бігти, але по дорозі він зустрічає дівчину, яку звати Трипітака - продвинуту хакершу.
Після аварії корабля, Манкі приходить до свідомості з дивним обручем на голові, який наділа на нього Трипітака. Вона відмовляється знімати з нього цей обруч до тих пір, поки він не поверне її додому, і попереджає, що якщо він спробує втекти або вона загине, обруч вб'є Манкі. Вдвох вони прямують на захід по захопленими роботами землями, які колись належали людству.

## Реакція
Enslaved: Odyssey to the West займає 6 місце в «Десятці найкращих постапокаліптичних ігор» журналу Ігроманія.